# Armand Sabatier
Armand Sabatier [arman sabaťjé] (13. ledna 1834, Gan – 22. prosince 1910, Montpellier) byl francouzský zoolog, známý především díky svým studiím srovnávací anatomie zvířat, ale byl také amatérským fotografem. Právě v této oblasti v roce 1860 popsal takzvaný Sabatierův efekt, též známý jako solarizace.